# Chủ nghĩa thực chứng logic
Chủ nghĩa thực chứng logic, sau này được gọi là chủ nghĩa kinh nghiệm logic, và cả hai cùng được gọi là chủ nghĩa thực chứng mới, là một phong trào trong triết học phương Tây với luận điểm trung tâm là nguyên tắc xác minh (còn được gọi là tiêu chí kiểm chứng về ý nghĩa). Lý thuyết về tri thức này đã khẳng định rằng chỉ những phát biểu có thể kiểm chứng được thông qua quan sát trực tiếp hoặc bằng chứng logic là có ý nghĩa. Bắt đầu từ cuối những năm 1920, các nhóm triết gia, nhà khoa học và nhà toán học đã thành lập Vòng tròn Berlin và Vòng tròn Vienna, ở hai thành phố này, sẽ thúc đẩy các ý tưởng của chủ nghĩa thực chứng logic.
Phát triển mạnh ở một số trung tâm châu Âu trong suốt những năm 1930, phong trào tìm cách ngăn chặn sự nhầm lẫn bắt nguồn từ ngôn ngữ không rõ ràng và những tuyên bố không thể kiểm chứng bằng cách chuyển đổi triết học thành "triết học khoa học", theo các nhà thực chứng logic, nên chia sẻ các cơ sở và cấu trúc của khoa học thực nghiệm ' những ví dụ tốt nhất, chẳng hạn như thuyết tương đối rộng của Albert Einstein. Mặc dù có tham vọng đại tu triết học bằng cách nghiên cứu và bắt chước hành vi còn tồn tại của khoa học thực nghiệm, chủ nghĩa thực chứng logic đã trở thành định kiến sai lầm như một phong trào nhằm điều chỉnh quá trình khoa học và đặt ra các tiêu chuẩn nghiêm ngặt đối với nó.
Sau Thế chiến II, phong trào chuyển sang một biến thể nhẹ hơn, chủ nghĩa kinh nghiệm logic, chủ yếu do Carl Hempel, người, trong thời kỳ phát triển của chủ nghĩa phát xít, đã di cư sang Hoa Kỳ. Trong những năm sau đó, cơ sở trung tâm của phong trào, vẫn chưa được giải quyết, đã bị chỉ trích nặng nề bởi các nhà triết học hàng đầu, đặc biệt là Willard van Orman Quine và Karl Popper, và thậm chí, trong chính phong trào, bởi Hempel. Đến năm 1960, phong trào đã diễn ra. Ngay sau đó, xuất bản cuốn sách mang tính bước ngoặt của Thomas Kuhn, Cấu trúc của các cuộc cách mạng khoa học, đã thay đổi đáng kể trọng tâm của triết học hàn lâm. Đến lúc đó, chủ nghĩa thực chứng mới đã "chết, hoặc chết như một phong trào triết học đã từng xuất hiện".